# Sherbournia
Sherbournia là một chi thực vật có hoa trong họ Thiến thảo (Rubiaceae).

## Loài
Chi Sherbournia gồm các loài: